# Vrijzinnig-Democratische Bond

Parteilogo um 1939

Der Vrijzinnig-Democratische Bond (VDB; „Freisinnig-Demokratischer Bund“) war eine linksliberale Partei in den Niederlanden, die von 1901 bis 1946 existierte.

## Geschichte
Zur Gründung des VDB kam es im Jahr 1901, als ein Antrag des Vorstandes der Liberalen Union (Liberale Unie), die notwendigen Verfassungsänderungen zur Einführung des allgemeinen gleichen Wahlrechts als dringlichen Punkt in das Wahlprogramm aufzunehmen, auf der allgemeinen Mitgliederversammlung keine Mehrheit bekam. Als Reaktion darauf verließen die Parteiführung und fortschrittliche Untergliederungen ihre bisherige Organisation und bildeten mit dem Radikalen Bund (Radicale Bond) den Freisinnig-Demokratischen Bund (VDB).
Neben der Forderung nach konsequenter Änderung des Wahlrechts, die bis zu ihrer Umsetzung im Jahr 1918 im Mittelpunkt des Interesses stand, unterschied sich der VDB auch in anderen Fragen vom liberalen Mainstream. Dazu gehörten am „Kathedersozialismus“ orientierte Forderungen nach stärkerem sozialpolitischem Engagement des Staates und pazifistisch motivierte Ziele wie einseitige Abrüstung und Ausbau der internationalen Rechtsordnung. Auf Grund dieser inhaltlichen Differenzen schloss sich der VDB auch nicht dem 1921 gegründeten Freiheitsbund (Vrijheidsbond) an, der die übrigen konkurrierenden liberalen Parteien vereinigte und sich 1928 den Namen Liberale Staatspartij gab.

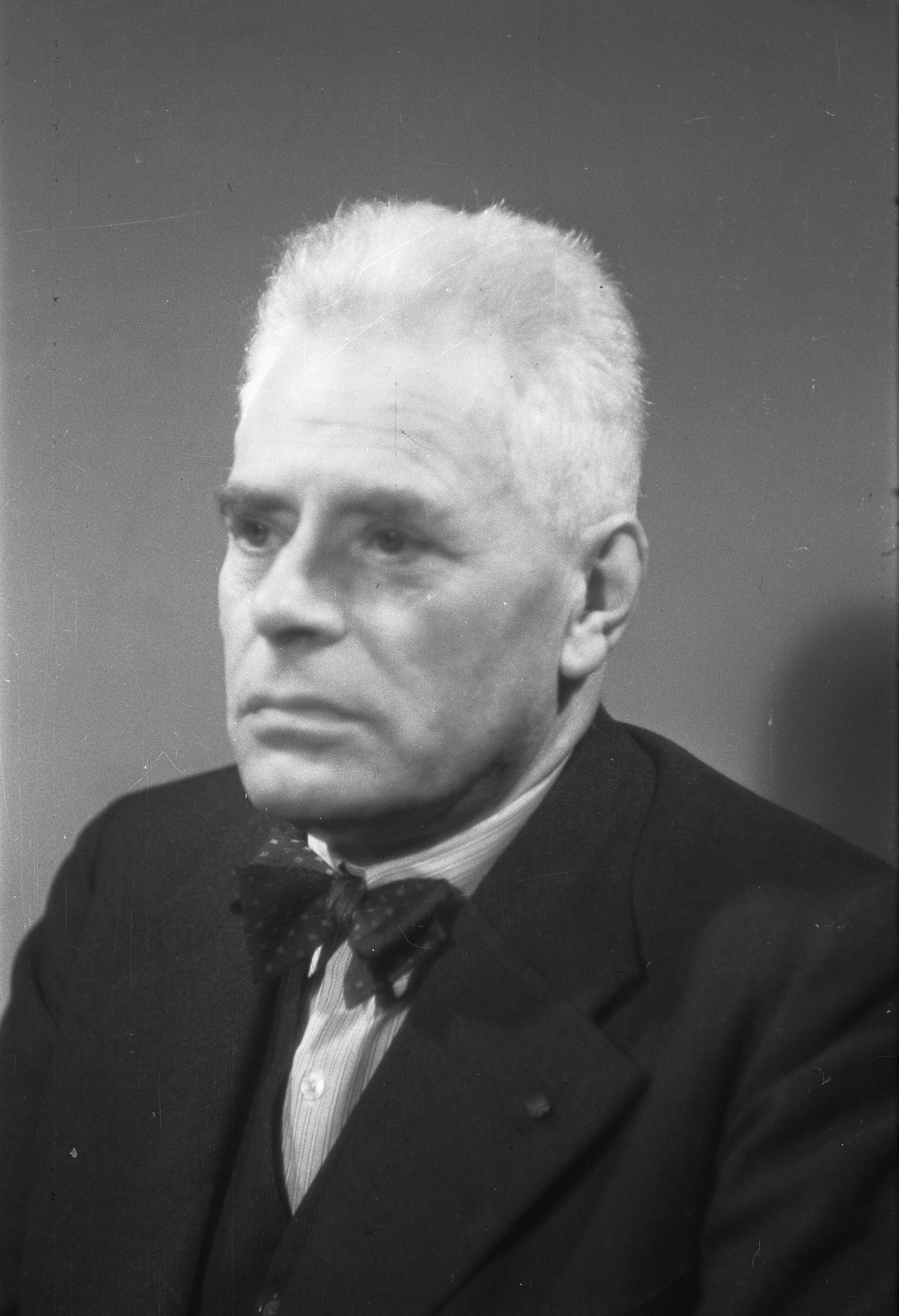
Pieter Oud war von 1935 bis 1938 politischer Leiter des VDB

Erst in den krisenhaften dreißiger Jahren, als der VDB angesichts der wachsenden Bedrohung durch Hitlerdeutschland von seinen pazifistischen Positionen abrückte und sich für eine Zusammenarbeit aller demokratischen Kräfte einsetzte, schien ein Zusammenwachsen der verschiedenen liberalen Strömungen wieder denkbar. Der deutsche Einmarsch 1940 markierte dann allerdings einen Einschnitt in die eigenständige politische Entwicklung der Niederlande.
Als es 1946 zu einer Neustrukturierung der politischen Landschaft kam und die Sozialdemokraten mit der neu gegründeten Partij van de Arbeid den Umschwung von der Klassenkampf- zur Volkspartei anstrebten, schloss sich der VDB unter Führung von Dolf Joekes mehrheitlich der PvdA an.
Ein Teil der ehemaligen Freisinnigen verließ aber nach kurzer Zeit wieder die Arbeitspartei und gründete das Comité ter voorbereiding van een Democratische Volkspartij („Komitee zur Vorbereitung einer Demokratischen Volkspartei“) unter Führung des Rotterdamer Bürgermeisters und früheren VDB-Vorsitzenden Pieter Oud (daher auch Comité-Oud genannt). Dieses fusionierte im Januar 1948 mit der rechtsliberalen Partij van de Vrijheid zur Volkspartij voor Vrijheid en Democratie (VVD), die für die folgenden zwei Jahrzehnte Rechts- und Linksliberale der Niederlande in einer Partei vereinte. Während jedoch in der VVD zunehmend die konservativeren und Wirtschaftsliberalen dominierten, gibt es seit 1966 mit den Democraten 66 wieder eine Partei mit dezidiert linksliberalem Profil, welche die Rolle der geistigen Erben des VDB für sich beansprucht.

## Stellung im Parteiensystem

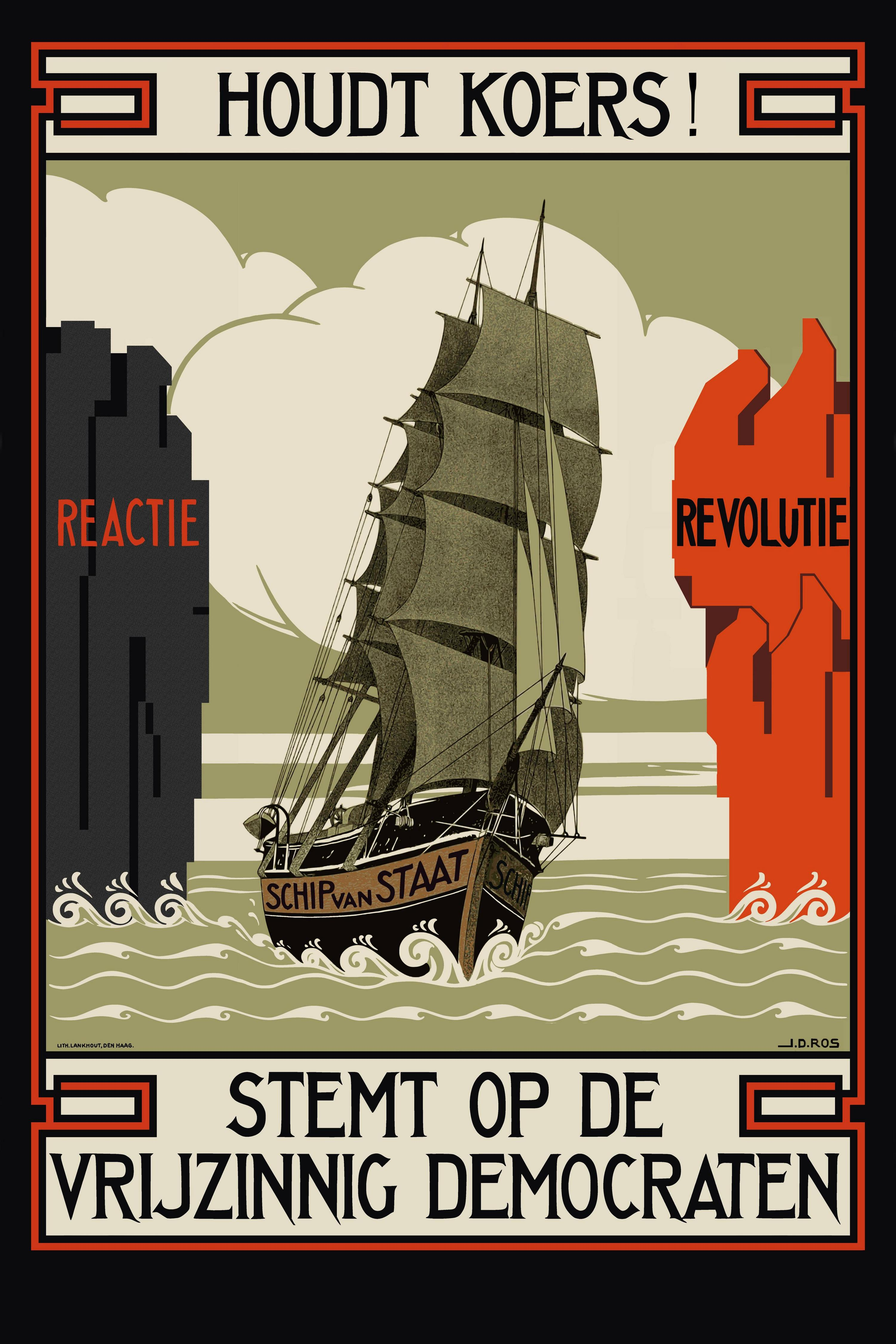
Wahlplakat von J. D. Ros, 1922. Überschrift: „Haltet Kurs“. Aufschriften: „Staatsschiff“ zwischen „Reaktion“ und „Revolution“. Unterschrift: „Wählt die Freisinnigen Demokraten“

Der VDB, der im Jahr seiner Gründung etwa 1.500 Mitglieder hatte und nur in seiner besten Zeit Mitte der 20er Jahre die Zahl 10.000 überschritt, gehörte eher zu den kleineren Parteien in den Niederlanden. Bei den Wahlen vor der Umsetzung des allgemeinen und gleichen Wahlrechts (bis 1917) erreichte er zwischen sieben und elf Sitzen (von 100). Die Wahlrechtsänderung verschlechterte eher die Position der Liberalen, da sich die bislang Unterprivilegierten eher den konfessionellen Parteien bzw. den Sozialisten verbunden fühlten. Der VDB konnte sich allerdings auf niedrigem Niveau (zwischen fünf und sieben Sitzen von weiterhin 100) stabilisieren und 1937 erstmals die gemäßigt liberale Konkurrenz überflügeln.
Lange Zeit sah der VDB eine seiner Hauptaufgaben im Brückenschlag zwischen den Sozialisten und den bürgerlichen / christlichen Parteien, konnte sie aber nie durch die Bildung einer entsprechenden Koalition umsetzen und blieb lange Zeit auf die Rolle einer Oppositionspartei beschränkt. Erst im Zuge der teilweisen Revision der eigenen Programmatik in den 30er Jahren fand sich der VDB zur Mitwirkung in einer Mitte-rechts-Koalition bereit und war von 1933 bis 1937 an drei Kabinetten unter Ministerpräsident Colijn beteiligt. Pieter Oud, der später Bürgermeister von Rotterdam wurde, fungierte in dieser Zeit als Finanzminister. Der frühere Parteiführer Henri Marchant war von 1933 bis 1935 Bildungsminister. Als dieser 1935 wegen seines heimlich vollzogenen Übertritts zum Katholizismus das Vertrauen seiner Partei und damit seine Ämter verlor, wurde Marcus Slingenberg für die Amtszeit bis 1937 zum Sozialminister ernannt.